# Празька міська електричка
Міська електричка (Esko Prague) являє собою систему приміської залізниці Праги. Перебуває під своєю нинішньою назвою з 9 грудня 2007. Esko є частиною празької інтегрованої системи транспорту, що обслуговує місто Прагу і прилеглі території Центральночеського краю. Оператор — Чеська залізниця.
Система була значно поліпшена після завершення так званого Nové Spojení (серія тунелів і мостів) між південною та північною частинами системи в 2008 році. У тому ж році, приміські залізничні перевезення в Мораво-Сілезький край також отримали назву Esko.

## Лінії

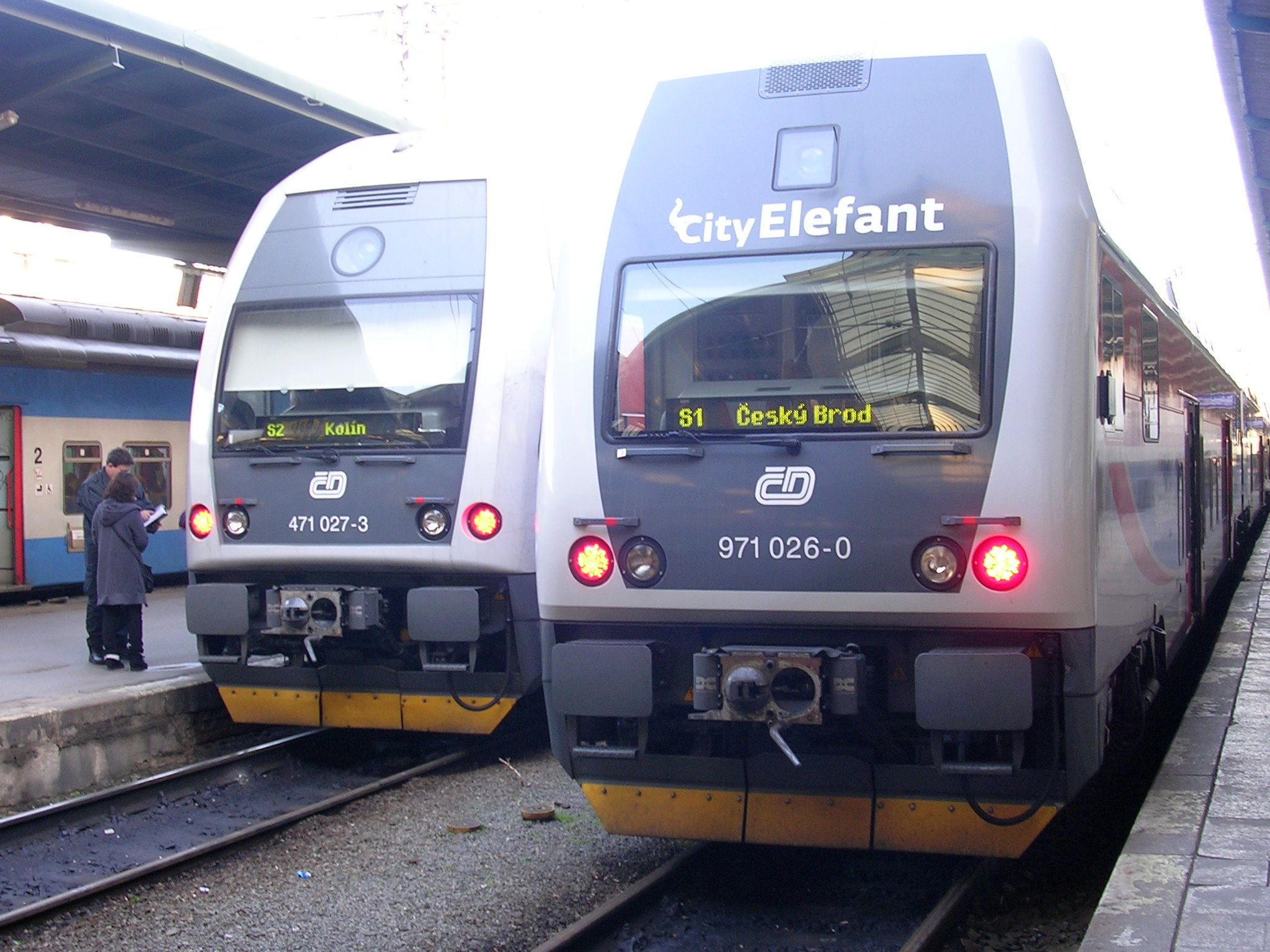
Потяги ліній S1 та S2 на станції Прага Масариково

| Лінії   | Маршрут/Станції | Довжина, км | Кількість станцій | Розпорядок        | Інтервал                                               | Примітки                                                            |
| ------- | --- | ----------- | ----------------- | ----------------- | ------------------------------------------------------ | ------------------------------------------------------------------- |
| S1      | Прага-Масариково — Прага-Либань — Порічани — Колін                                                                    | 62          | 19                | Щоденно           | 30 хв                                                  | в поєднанні з S7 із інтервалом 15 хв на спільних коліях у будні дні |
| S12     | Порічани — Нимбурк | 15          | 6                 | Щоденно           | 1 год                                                  |                                                                     |
| S2      | Прага-Масариково — Прага-Височани — Лиса над Лабем — Нимбурк — Колін                                                  | 73          | 20                | Щоденно           | 1 год                                                  |                                                                     |
| S20     | Прага-Масариково — Прага-Височани — Лиса над Лабем — Міловиці                                                         | 73          | 9                 | Тільки робочі дні | 1 год                                                  | в поєднанні з S2 із інтервалом 30 хв на спільних коліях             |
| S3 / R3 | Прага-Вришовіце — Головний вокзал Праги — Нератовице — Вшетати (- Млада-Болеслав — Турнов — Танвалд)                  | 43          | 13                | Щоденно           | 1 год робочі дні, 1-2 год вихідні                      |                                                                     |
| S34     | Прага-Масариково — Прага-Чаковице                                                                                     | 19          | 5                 | Тільки робочі дні | 1 год                                                  |                                                                     |
| S4 / R4 | Прага-Масариково (S4) / Головний вокзал Праги (R4) — Кралупи-на-Влтаві — Враняни — Гнєвіце (- Усті-над-Лабем — Дечин) | 40          | 17                | Щоденно           | 30 хв година Пік, 1 год інший час                      |                                                                     |
| S41     | Прага-Гостівар — Прага-Либань — Прага-Голешовице — Розтоки-у-Праги                                                    | 14          | 5                 | Тільки робочі дні | 30 хв                                                  |                                                                     |
| S5 / R5 | Прага-Масариково — Кладно (- Раковнік)                                                                                | 31          | 10                | Щоденно           | 1 год                                                  |                                                                     |
| S6      | Прага-Сміхов — Рудна-у-Праги — Бероун                                                                                 | 34          | 12                | Щоденно           | 30 хв година Пік, 1 год інший час, вихідні нерегулярно |                                                                     |
| S65     | Прага-Сміхов — Прага-Їноніце — Гостівіце                                                                              |             | 7                 | Щоденно           | 1 год                                                  |                                                                     |
| S7      | Ували — Головний вокзал Праги — Сміхов — Карлштейн — Бероун                                                           | 43          | 13                | Щоденно           | 15 хв година Пік, 30 хв інший час                      |                                                                     |
| S8      | Головний вокзал Праги — Прага-Вришовице — Прага-Збраслав — Черчани                                                    | 57          | 23                | Щоденно           | нерегулярно                                            |                                                                     |
| S80     | Головний вокзал Праги — Прага-Вришовице — Прага-Збраслав — Добріш                                                     | 52          | 21                | Щоденно           | нерегулярно                                            |                                                                     |
| S9      | Прага — Горні-Почернице — Головний вокзал Праги — Черчани — Бенешов                                                   | 49          | 18                | Щоденно           | 15 хв година Пік, 30 хв інший час                      |                                                                     |
| Загалом | Загалом | 515         | 158               |                   |                                                        |                                                                     |

З грудня 2011 року майже всі місцеві траси в Центральночеському краю були залучені в нумерації Еско (деякі лінії були розширені і призначені 13 нових номерів). Три лінії з'єднані з лініями RegioTakt Устецького краю: S4 + U4, S32 + U32 і U40 + S40 .

### Система нумерації
Лінії пронумеровані у відповідності з наступною системою: Основні напрямки нумеруються з однозначними числами, починаючи зі сходу і наступні в напрямку проти годинникової стрілки. Потім, з'єднувальні лінії (S12, S29, S41) нумеруються з двозначними числами, складаючись з числа основних ліній, до яких вони підключаються. Лінії названі «R3» і т. д. — швидкісні потяги йдуть за тими ж доріжками, як S-лінії, але досі зупиняються на декількох станціях, інтегрованих в системі PID.

## Плани на майбутнє
У майбутньому, планується значно поліпшити систему, в основному за рахунок будівництва нових станцій на існуючих лініях, модернізацію ліній та інтеграцію декількох існуючих ліній в системі.
В планах — побудувати абсолютно нові лінії, такі як гілка від станції Прага Рузине в празький аеропорт.